# 格林函數
在數學中，格林函數（點源函數、影響函數）是一種用來解有初始条件或邊界條件的非齐次微分方程的函數。在物理学的多体理论中，格林函数常常指各种关联函数，有时并不符合数学上函數的定义。 
格林函數的名稱是來自於英國數學家喬治·格林（George Green），早在1830年代，他是第一個提出這個概念的人。

## 定義以及用法
给定流形{\displaystyle M\,}上的微分算子 {\displaystyle L\,}，其格林函數{\displaystyle G(x,s)\,s,x\in M}，为以下方程的解 
{\displaystyle LG(x,s)=\delta (x-s)\ \ \ \ \ (1)}
其中 {\displaystyle \delta \,} 為狄拉克δ函數。此技巧可用來解下列形式的微分方程：
{\displaystyle Lu(x)=f(x)\ \ \ \ (2)}
若{\displaystyle L}的 零空间非平凡，則格林函數不唯一。不過，實際上因著對稱性、邊界條件或其他的因素，可以找到唯一的格林函數。一般來說，格林函數只是一个广义函数。
格林函數在凝聚態物理學中常被使用，因為格林函數允許擴散方程式有較高的精度。在量子力學中，哈密頓算子的格林函數和狀態密度有重要的關係。由於擴散方程式和薛定谔方程有類似的數學結構，因此兩者對應的格林函數也相當接近。

## 動機
若可找到線性算符 {\displaystyle L\,} 的格林函數 {\displaystyle G\,}，則可將 (1) 式兩側同乘{\displaystyle f(s)\,}，再對變數 {\displaystyle s\,} 積分，可得：
{\displaystyle \int LG(x,s)f(s)ds=\int \delta (x-s)f(s)ds=f(x).}
由公式 (2) 可知上式的等號右側等於 {\displaystyle Lu(x)\,}，因此：
{\displaystyle Lu(x)=\int LG(x,s)f(s)ds.}
由於算符 {\displaystyle L\,} 為線式，且只對變數 {\displaystyle x\,} 作用，不對被積分的變數 {\displaystyle s\,} 作用），所以可以將等號右邊的算符 {\displaystyle L\,} 移到積分符號以外，可得：
{\displaystyle Lu(x)=L\left(\int G(x,s)f(s)ds\right).}
而以下的式子也會成立：
{\displaystyle u(x)=\int G(x,s)f(s)ds.\ \ \ \ (3)}
因此，若知道 (1) 式的格林函數，及 (2) 式中的 {\displaystyle f(x)}，由於 {\displaystyle L} 為線性算符，可以用上述的方式得到 {\displaystyle u(x)}。換句話說， (2) 式的解 {\displaystyle u(x)} 可以由 (3) 式的積分得到。若可以找到滿足 (1) 式的格林函數 {\displaystyle G} ，就可以求出 {\displaystyle u(x)}。
並非所有的算符 {\displaystyle L} 都存在對應的格林函數。格林函數也可以視為算符 {\displaystyle L} 的左逆元素。撇開要找到特定算符的格林函數的難度不論，(3) 式的積分也很難求解，因此此方法只能算是提供了一個理論上存在的解法。
格林函數可以用來解非齊次的微-積分方程──多半是施图姆-刘维尔问题。若 {\displaystyle G} 是算符 {\displaystyle L} 的格林函數，則方程式 {\displaystyle Lu=f} 的解 {\displaystyle u} 為
{\displaystyle u(x)=\int {f(s)G(x,s)\,ds}.}
可以視為 {\displaystyle f} 依狄拉克 {\displaystyle \delta } 函數的基底展開，再將所有投影量疊加的結果。以上的積分為弗雷德霍姆積分方程。

## 非齊次邊界值問題的求解
格林函數的主要用途是用來求解非齊次的邊界值問題。在近代的理論物理中，格林函數一般是用來作為費曼圖中的傳播子，而「格林函數」一詞也用來表示量子力學中的关联函数。

### 研究框架
令 {\displaystyle L} 為一個施图姆-刘维尔算子，是一個以以下形式表示的線性微分算子
{\displaystyle L={d \over dx}\left[p(x){d \over dx}\right]+q(x)}
而 {\displaystyle D} 是邊界條件算子
{\displaystyle Du=\left\{{\begin{matrix}\alpha _{1}u'(0)+\beta _{1}u(0)\\\alpha _{2}u'(l)+\beta _{2}u(l)\end{matrix}}\right.}
令 {\displaystyle f(x)} 為在 {\displaystyle [0,l]} 區間的連續函數，並假設以下問題
{\displaystyle {\begin{matrix}Lu=f\\Du=0\end{matrix}}}
有正則特牲；即其齊次問題只存在尋常解。

### 定理
則存在唯一解 {\displaystyle u(x)\,} 滿足以下方程式
{\displaystyle {\begin{matrix}Lu=f\\Du=0\end{matrix}}}
而其解的計算方式如下
{\displaystyle u(x)=\int _{0}^{\ell }f(s)g(x,s)\,ds}
而中 {\displaystyle g(x,s)\,} 即為格林函數，有以下的特性：
1. {\displaystyle g(x,s)\,} 對 {\displaystyle x\,} 及 {\displaystyle s\,} 連續。
2. 對所有 {\displaystyle x\neq s}, {\displaystyle Lg(x,s)=0\,}.
3. 對所有 {\displaystyle s\neq 0,l}, {\displaystyle Dg(x,s)=0\,}.
4. 微分跳躍：{\displaystyle g'(s_{+0},s)-g'(s_{-0},s)=1/p(s)\,}.
5. 對稱：{\displaystyle g(x,s)=g(s,x)\,}.

## 尋找格林函數

### 特徵向量展開
若一微分算子 {\displaystyle L} 有一組完备的特徵向量 {\displaystyle \Psi _{n}(x)}（也就是一組函數 {\displaystyle \Psi _{n}(x)} 及純量 {\displaystyle \lambda _{n}} 使得 {\displaystyle L\Psi _{n}=\lambda _{n}\Psi _{n}} 成立）則可以由特徵向量及特徵值產生格林函數。
先假設函數 {\displaystyle \Psi _{n}(x)} 滿足以下的完備性：
{\displaystyle \delta (x-x')=\sum _{n=0}^{\infty }\Psi _{n}(x)\Psi _{n}(x').}
經由證明可得下式：
{\displaystyle G(x,x')=\sum _{n=0}^{\infty }{\frac {\Psi _{n}(x)\Psi _{n}(x')}{\lambda _{n}}}.}
若在等號兩側加上微分算子 {\displaystyle L}，則可以證明以上假設的完備性。
有關以上格林函數的進一步研究，及格林函數和特徵向量所組成空間的關係，則為弗雷德霍姆理論所要探討的內容。

## 拉普拉斯算子的格林函數
先由格林定理開始：
{\displaystyle \int _{V}(\phi \nabla ^{2}\psi -\psi \nabla ^{2}\phi )dV=\int _{S}(\phi \nabla \psi -\psi \nabla \phi )\cdot d{\hat {\sigma }}}
假設線性算符 {\displaystyle L} 為拉普拉斯算子 {\displaystyle \nabla ^{2}}，而 {\displaystyle G} 為拉普拉斯算子的格林函數。則因為格林函數的定義，可得下式：
{\displaystyle LG(x,x')=\nabla ^{2}G(x,x')=\delta (x-x')}
令格林定理中的 {\displaystyle \,\!\psi =G}，可得：
{\displaystyle \int _{V}\phi (x')\delta (x-x')\ d^{3}x'-\int _{V}G(x,x')\nabla ^{2}\phi (x')\ d^{3}x'=\int _{S}\phi (x')\nabla 'G(x,x')-G(x,x')\nabla '\phi (x')\cdot d{\hat {\sigma }}'\ \ \ \ \ (4)}
根據上式，可以解拉普拉斯方程 {\displaystyle \nabla ^{2}\phi (x)=0} 或 泊松方程 {\displaystyle \nabla ^{2}\phi (x)=-4\pi \rho (x)}，其邊界條件可以為狄利克雷邊界條件或是諾伊曼邊界條件。換句話說，在以下任一個條件成立時，可以解一空間內任一位置的 {\displaystyle \,\!\phi (x)}：
1. 已知 {\displaystyle \,\!\phi (x)} 在邊界上的值（狄利克雷邊界條件）。
2. 已知 {\displaystyle \,\!\phi (x)} 在邊界上的法向導數（諾伊曼邊界條件）。

若想解在區域內的 {\displaystyle \,\!\phi (x)}，由於狄拉克 {\displaystyle \delta } 函數的特性，(4) 式等號左邊的第一項  
{\displaystyle \int \limits _{V}{\phi (x')\delta (x-x')\ d^{3}x'}}
可化簡為 {\displaystyle \,\!\phi (x)} ，再將 (4) 式等號左邊第二項 {\displaystyle \nabla ^{2}\phi (x')} 用 {\displaystyle \,\!\rho '(x')} 表示，（若為泊松方程，{\displaystyle \,\!\rho '(x)=-4\pi \rho (x)}，若為拉普拉斯方程，{\displaystyle \,\!\rho '(x)=0}），可得：
{\displaystyle \phi (x)=\int _{V}G(x,x')\rho '(x')\ d^{3}x'+\int _{S}\phi (x')\nabla 'G(x,x')-G(x,x')\nabla '\phi (x')\cdot d{\hat {\sigma }}'\ \ \ \ \ (5)}
上式即為調和函數（harmonic function）的特性之一：若邊界上的值或法向導數已知，則可以求出區域內每個位置的數值。
在靜電學中，{\displaystyle \,\!\phi (x)} 為電位，{\displaystyle \,\!\rho (x)} 為電荷密度，而法向導數 {\displaystyle \nabla \phi (x')\cdot d{\hat {\sigma }}'} 則為電場在法向的分量。
若目前的邊界條件為狄利克雷邊界條件，可以選擇在 {\displaystyle x} 或 {\displaystyle x'} 在邊界時，其值也為 0 的格林函數。若邊界條件為諾伊曼邊界條件，可以選擇在 {\displaystyle x} 或 {\displaystyle x'} 在邊界時，其法向導數為 0 的格林函數。因此 (5) 式等號右側的二個積分項有一項為 0 ，只剩下一項需計算。
在自由空間的情形下（此時可將邊界條件視為：{\displaystyle \lim _{{\hat {x}}\to \infty }\phi (x)=0}），拉普拉斯算子的格林函數為：
{\displaystyle G({\hat {x}},{\hat {x}}')={\frac {1}{|{\hat {x}}-{\hat {x}}'|}}}
若 {\displaystyle \,\!\rho ({\hat {x}})} 為電荷密度，則可得到電荷密度和電位 {\displaystyle \,\!\phi ({\hat {x}})} 的公式：
{\displaystyle \phi ({\hat {x}})=\int _{V}{\frac {\rho (x')}{|{\hat {x}}-{\hat {x}}'|}}\ d^{3}x'}

## 範例
針對以下微分方程
{\displaystyle {\begin{matrix}Lu\end{matrix}}=u''+u=f(x)}
{\displaystyle Du=u(0)=0\quad ,\quad u\left({\frac {\pi }{2}}\right)=0}
找出格林函數。
第 1 步
根據定理中，格林函數的特性 2，可得
{\displaystyle g(x,s)=c_{1}(s)\cdot \cos x+c_{2}(s)\cdot \sin x}
在 {\displaystyle x<s} 時因特性 3 可知 
{\displaystyle g(0,s)=c_{1}(s)\cdot 1+c_{2}(s)\cdot 0=0,\quad c_{1}(s)=0}
（此時不需考慮 {\displaystyle g({\frac {\pi }{2}},s)=0} 的式子，因 {\displaystyle x\neq {\frac {\pi }{2}}}）在 {\displaystyle x>s} 時因特性 3 可知 
{\displaystyle g({\frac {\pi }{2}},s)=c_{1}(s)\cdot 0+c_{2}(s)\cdot 1=0,\quad c_{2}(s)=0}
（此時不需考慮 {\displaystyle \quad g(0,s)=0} 的式子，因 {\displaystyle x\neq 0}）整理上述的結果，可得以下的式子。
{\displaystyle g(x,s)=\left\{{\begin{matrix}a(s)\sin x,\;\;x<s\\b(s)\cos x,\;\;s<x\end{matrix}}\right.}
第 2 步
依格林函數的特性，找出 {\displaystyle a(s)} 和 {\displaystyle b(s)}.
根據特性 1，可得
{\displaystyle a(s)\sin s=b(s)\cos s\quad }.
根據特性 4，可得
{\displaystyle b(s)\cdot [-\sin s]-a(s)\cdot \cos s={\frac {1}{1}}=1\,.}
解上述二式，可以求出 {\displaystyle a(s)} 和 {\displaystyle b(s)}
{\displaystyle a(s)=-\cos s\quad ;\quad b(s)=-\sin s}.
因此格林函數為
{\displaystyle g(x,s)=\left\{{\begin{matrix}-1\cdot \cos s\cdot \sin x,\;\;x<s\\-1\cdot \sin s\cdot \cos x,\;\;s<x\end{matrix}}\right.}
對照此解和格林函數的特性 5，可知此解也滿足特性 5 的要求。

## 其他舉例
- 若流形為 {\displaystyle \mathbb {R} }，而線性算符 {\displaystyle L} 為 {\displaystyle d/dx}，則单位阶跃函数 {\displaystyle H(x-x_{0})} 為 {\displaystyle L} 在 {\displaystyle x_{0}} 處的格林函數。
- 若流形為第一象限平面 {\displaystyle \{(x,y):x,y\geq 0\}} 而線性算符 {\displaystyle L} 為拉普拉斯算子，並假設在 {\displaystyle x=0} 處有狄利克雷邊界條件，而在 {\displaystyle y=0} 處有諾依曼邊界條件，則其格林函數為

{\displaystyle G(x,y,x_{0},y_{0})={\frac {1}{2\pi }}\left[\ln {\sqrt {(x-x_{0})^{2}+(y-y_{0})^{2}}}-\ln {\sqrt {(x+x_{0})^{2}+(y-y_{0})^{2}}}\right]}
{\displaystyle +{\frac {1}{2\pi }}\left[\ln {\sqrt {(x-x_{0})^{2}+(y+y_{0})^{2}}}-\ln {\sqrt {(x+x_{0})^{2}+(y+y_{0})^{2}}}\right].}

## 外部連結
- 埃里克·韦斯坦因. . MathWorld.
- Green's function for differential operator at PlanetMath.
- . PlanetMath.
- 格林函數簡介（英文）